# 東武鐵道夜行列車
東武鐵道夜行列車（日语：／）是指由東武鐵道營運的夜行列車。在營運期間設有以下列車：
- 於夏季行走的「尾瀬夜行（日语：／）」
- 於秋季行走的「日光紅葉夜行（日语：／）」[1]
- 於冬季行走的「雪人」

此外，列車名稱實際上會附上於淺草站的出發時間，例如「尾瀨夜行23:45」（日语：／）、「雪人23:55」（日语：／），東武鐵道與東武Top Tours會使用這些名稱。但是運行時間會因時間表修正而有所變更。

## 概要
所有東武鐵道的夜行列車都只有下行班次。所有班次都會從淺草站出發，在星期五、六及假日前夕的晚上11時45分出發。曾經有一段時期於晚上11時55分出發，在2022年運行的尾瀨夜行是在晚上11時45分出發。「尾瀨夜行」會在翌日早上3時18分，「雪人」會在翌日早上5時18分到達野岩鐵道會津高原尾瀨口站，「日光紅葉夜行」會在翌日早上2時16分到達東武日光站。
關於購買車票的方法，基本上會連同接駁巴士車票或滑雪場設施使用券等，以套票的形式發售。並且需要在列車出發當天的下午5時，向東武Top Tours購票。列車類別方面，從前會按照使用車輛而決定列車類別是急行還是快速急行，在2001年至2017年3月之間曾使用300型，在2017年5月至2018年3月之間曾使用350型，在2018年6月起使用500系。在2005年度前，列車類別為急行，2006年度起固定為特急。所有車輛都是座位指定席。
所有東武鐵道的夜行特急列車都會停靠新越谷站，但其他東武鐵道的特急列車則通過該站。另一方面，原則上所有列車均停靠東京晴空塔站，但東武鐵道的夜行列車則通過。

### 尾瀨夜行

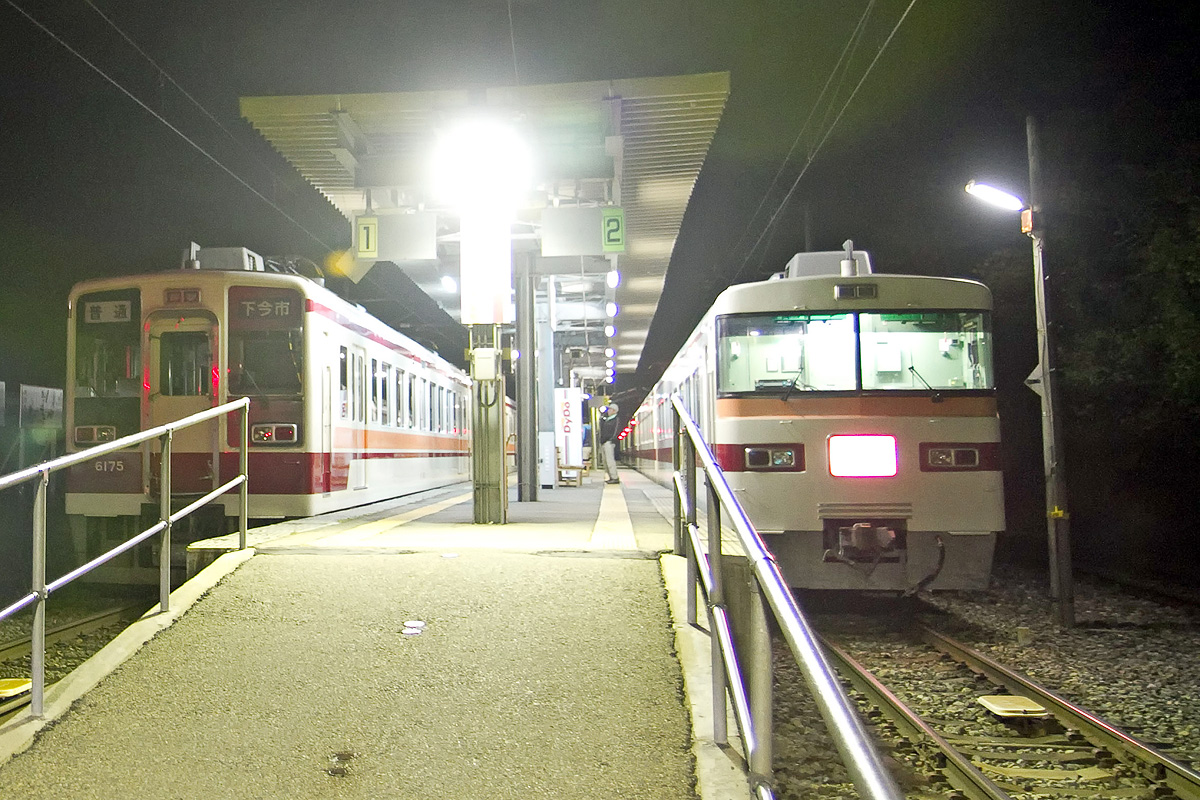
「尾瀬夜行」到達會津高原尾瀨口站

「尾瀨夜行」基本上會從5月尾至10月中的星期五、六與假日前夕提供服務。列車到達會津高原尾瀨口站後，乘客可轉乘於早上4時20分出發的巴士前往尾瀨（沼山峠）。在巴士出發時間前，乘客可以繼續逗留在列車內等候。
在2010（平成22）年度，此列車不會只發售單程車票，而是必須購買來回車票，當中回程是乘坐東武鐵道列車或關越交通高速巴士。在2011（平成23）年度起，再次可購買單程車票。
在2020年（令和2年），該列車成為了東武Top Tours的旅行商品。當中從尾瀨可選擇使用巴士或觀光船前往新潟縣的浦佐站（隨後自行安排交通回到東京（例如轉乘上越新幹線））。具體的行程路線與交通安排如下：
- 淺草站 -（東武鐵道、野岩鐵道、「尾瀨夜行23:55」）→ 會津高原尾瀨口站 -（乘坐會津乘合自動車（日语：会津乗合自動車）的尾瀨夜行乘客專用巴士，途經國道352號）→ 尾瀨御池或尾瀨沼山峠[注 2] -（乘坐會津巴士的預約制臨時巴士，途經國道352號）→ 尾瀨口乘船處 -（乘坐奧只見觀光的預約制觀光船，在奧只見湖上航行）→ 奧只見水庫 ―（乘坐南越後觀光巴士的巴士路線，途經新潟縣道50號小出奧只見線（日语：新潟県道50号小出奥只見線）（奧只見Sliver Line））→ 浦佐站東出口

該行程在2019年前已經存在，而尾瀨沼山峠至尾瀨口乘船處之間的巴士，以及奧只見湖的觀光船之車/船票可透過魚沼市觀光協會預約購買，但是東武Top Tours已經設有套票包含在內。有媒體報導途過乘坐夜行列車，可於翌日下午較早時間到達福島縣和新潟縣。在2020年，沼山峠至尾瀨口乘船處之間的巴士服務，以及奧只見湖的觀光船服務預定只於6月1日至10月15日之間行走。後來由於新冠疫情的關係，「尾瀨夜行23:55」在8月1日（以淺草出發日計）起縮短服務日期，而旅行商品的使用期限也同樣縮短。在2022年，列車於淺草站的出發時間改為23:45，車輛方面，由500系3卡編成變為6卡編成。

### 雪人
基本上在12月尾至3月中的星期五、六及假日前夕提供服務。列車到達終點站後，乘客可繼續於車內休息，隨後轉乘會津高原·高杖滑雪度假·酒店（日语：会津高原・たかつえスキーリゾート&ホテルズ）的巴士前往會津高原Daikura滑雪場。

### 日光夜行、日光紅葉夜行
為了觀紅葉的遊客需求。在2016年10月15日，18年後再次開設列車班次。列車到達終點站後，乘客可繼續於車內休息，隨後於東武日光站轉乘專車前往中禪寺溫泉（日光自然博物館）、龍頭瀑布、戰場原或日光湯元溫泉。在2017年秋天起改用100系（SPACIA）行走。在2018年，隨著進行栃木地方旅遊活動，「日光夜行」該當年的夏天行走。在2018年秋季，由原來只於淺草站出發，首次開設從JR新宿站出發的班次。另外，在2020年起以「日光紅葉夜行」的名稱行走，在2021年改用500系。

## 停車站
所有列車除了終點站外只可乘車。
列車於中途設有運輸停車車站，特別是「雪人」，由於野岩鐵道線內除雪工作關係，於新藤原站停靠的時間較長。
- 「尾瀨夜行」、「雪人」
  - 淺草站 → 北千住站 → 新越谷站 → 春日部站 → 會津高原尾瀨口站
- 「日光夜行」
  - 淺草站 → 北千住站 → 新越谷站 → 春日部站 → 東武日光站
  - 新宿站 → 池袋站 → 大宮站 → 東武日光站

## 歷史

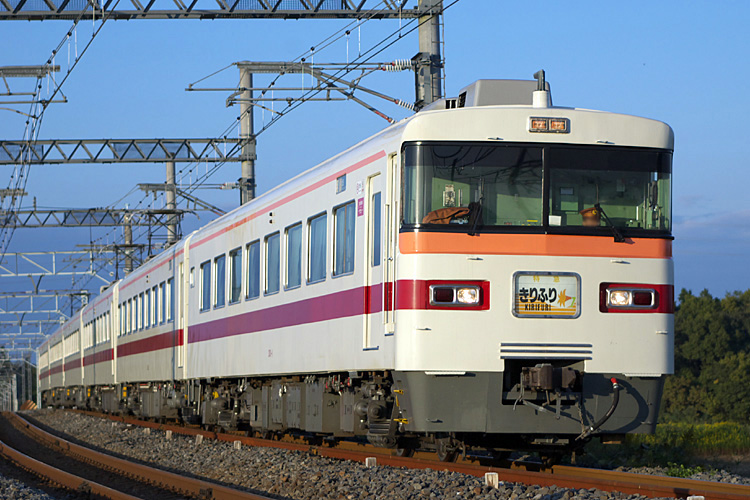
東武300型
（2007年10月29日）

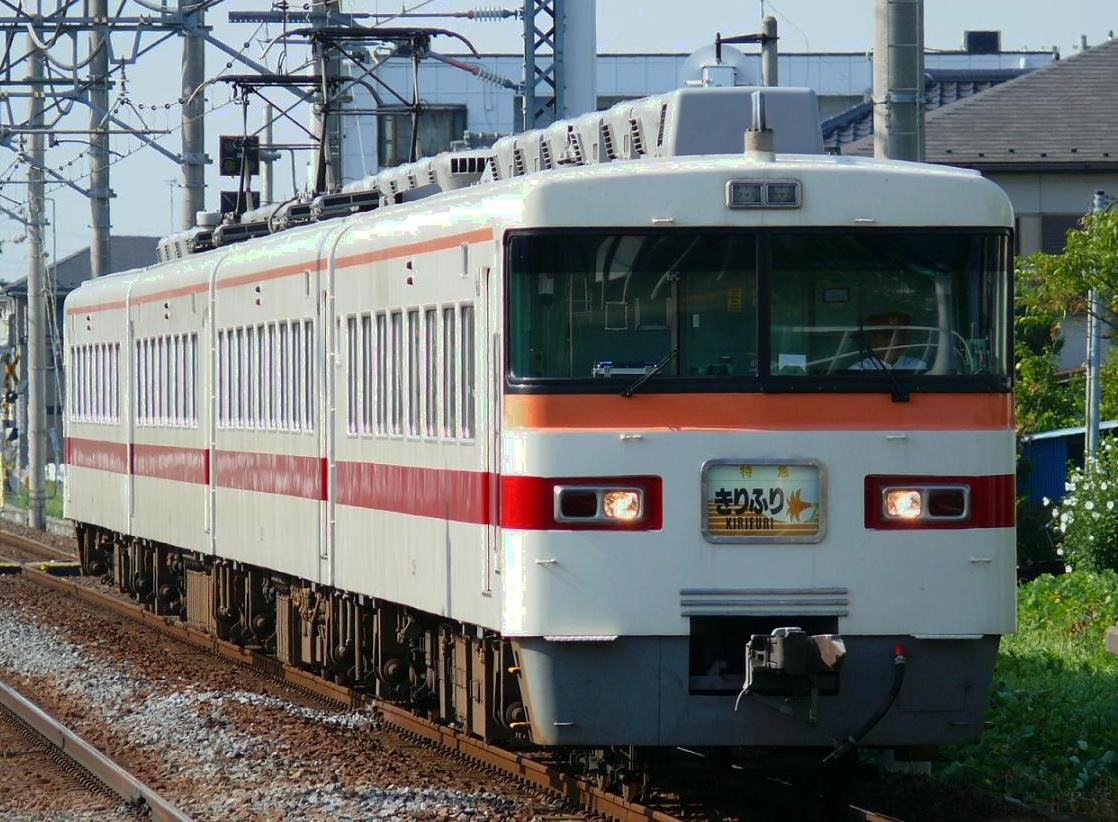
東武350型
（2007年8月19日 / 姬宮）

- 1955年（昭和30年）7月2日　開設行走於淺草站至東武日光站之間的「日光山岳夜行」。
- 1956年（昭和31年）6月9日　開設行走於淺草站至上毛電氣鐵道中央前橋站之間的「赤城夜行」。
同時，於同一區間上也設有「小塚」號列車班次。
- 1967年（昭和42年）11月11日　「赤城夜行」結束營運。
- 1986年（昭和61年）12月27日　現時的「雪人」開始營運。當初使用6050系（日语：東武6050系電車）行走，列車類別為快速急行列車。
- 1987年（昭和62年）5月　現時的「尾瀨夜行」開始營運。列車類別為快速急行。
- 1996年（平成8年）　「日光山岳夜行」的使用車輛由6050系變為300型、350型（日语：東武300系電車），列車類別變為急行列車。
- 1997年（平成9年）　列車開始停靠北千住站。
- 1998年（平成10年）　「日光山岳夜行」結束營運。
- 2001年（平成13年）12月　「雪人」的使用車輛由6050系變為300型、350型，列車類別變為急行列車。
- 2002年（平成14年）5月　「尾瀨夜行」的使用車輛由6050系變為300型、350型，列車類別變為急行列車。
- 2002年（平成14年）12月　「雪人」開始停靠新越谷站。
- 2003年（平成15年）5月　「尾瀨夜行」開始停靠新越谷站。
- 2005年（平成17年）6月「尾瀨夜行」開設女性專用車廂。同年12月營運的「雪人」也開設女性專用車廂。另外，所有座位均開始提供毛毯。
- 2006年（平成18年）6月　同年3月實施時間表修正，「尾瀨夜行」變為特急列車。同年12月營運的「雪人」也變為特急列車。另外，所有座位開始贈送空氣枕。
- 2015年（平成27年）
  - 9月10日　受到關東·東北地區暴雨（日语：平成27年9月関東・東北豪雨）影響，日光線和鬼怒川線部分區間不能通行，尾瀨夜行當日起暫停營運[16][17][18]。
  - 12月11日 夜行列車服務重開[19]。
- 2016年（平成28年）10月15日 在18年後，「日光夜行」重開（10月21日、22日也設有班次）[10]。
- 2017年（平成29年）
  - 3月24日 300型不再行走夜行列車班次[3][4]。
  - 5月26日 隨著300型結束營運，使用車輛改為350系[5]。
  - 10月14日 100系行走「日光夜行」班次（10月20日、21日也設有班次）[11]
- 2018年（平成30年）
  - 6月1日 尾瀨夜行的使用車輛變更為500系[6]
  - 6月22日 隨著推行栃木地方旅遊活動，開設了「日光夜行」班次（7月7日也設有班次），使用100系行走[12]
  - 10月5日 開設從JR新宿站出發的「日光夜行」班次（10月12日也設有班次），使用100系行走[13]
  - 10月13日 開設了「日光夜行」班次（10月19日、20日也設有班次），使用100系行走[13]
  - 12月28日 「雪人」的使用車輛變更為500系[7]
- 2020年（令和2年） 受到新冠疫情影響，當年的「尾瀨夜行」行走日期縮短至8月1日至10月15日。
- 2021年（令和3年） 受到新冠疫情影響，當年沒有任何「雪人」班次。
  - 10月9日 「日光紅葉夜行」的使用車輛變更為500系（10月16日、22日、23日、29日、30日也設有班次）[15]
- 2022年（令和4年） 
  - 6月10日 尾瀨夜行於淺草站出發的時間改為23:45，車輛方面由500系3卡編成變為6卡編成[2]

## 注腳

## 外部連結
- 東武鐵道官方網站 （页面存档备份，存于）（日語）
  - 「尾瀨夜行23:45」2022年度版 （页面存档备份，存于）（日語）
  - 「日光紅葉夜行」2022年度版 （页面存档备份，存于）（日語）
- 野岩鐵道 （页面存档备份，存于）